# 中川忠潔
中川 忠潔（なかがわ ただきよ、生没年不詳）は、幕末の幕臣。官名は飛騨守。通称は勘三郎。中川忠英の孫。
弘化2年（1845年）5月9日、目付より佐渡奉行となり、同年7月25日に着任した。翌3年閏5月に江戸に帰京し、嘉永3年（1850年）7月29日に普請奉行となった。